# Lise Tréhot
Lise Tréhot (14 de março de 1848 – 12 de março de 1922) foi uma modelo de arte francesa que posou para o artista Pierre-Auguste Renoir de 1866 até 1872, durante seu início no período do Salão. Ela apareceu em mais de vinte pinturas, incluindo obras notáveis como Lise com um Parasol (1867) e No Verão (1868), e foi a modelo para quase todas as obras de Renoir que apresentavam figuras femininas nesse período. Tréhot casou-se com Georges Brière de l'Isle em 1883 e criou quatro filhos, aos quais legou duas das pinturas de Renoir, Lise Costurando (1867–68) e Lise com um Xale Branco (1872), ambas atualmente mantidas pelo Dallas Museum of Art.

## Primeiros anos
Lise Tréhot nasceu em Ecquevilly, Seine-et-Oise, França, em 14 de março de 1848, filha de Louis Tréhot e Amelie Elisabeth Boudin. Seu pai foi o mestre dos correios da cidade até meados da década de 1850, quando então mudou toda a família para Paris, onde vendia limonada, tabaco e vinho em uma loja no 17º arrondissement. Lise era a quarta de uma família de seis filhos, incluindo três irmãos e duas irmãs. Um documento dessa época descreve a profissão de Tréhot como costureira. Clémence Tréhot, sua irmã mais velha, era amante do artista Jules Le Cœur, que mais tarde a apresentou a Pierre-Auguste Renoir em sua casa em Marlotte, possivelmente em junho de 1865.